# Bramall Hall
Bramall Hall est un château anglais Tudor situé à Bramhall dans le district métropolitain de Stockport dans le Grand Manchester. 
Bâti à l'époque saxonne, le manoir a été pour la première fois décrit dans le Domesday Book en 1086. D'abord propriété de la famille Massey, à la fin du XIVe siècle le domaine passa par mariage à la famille petite noblesse Davenport, riches propriétaires terriens du nord-ouest de l'Angleterre. 
Les Davenport construisirent le domaine tel qu'on le connaît aujourd'hui et restèrent propriétaires pendant près de 500 ans avant de le vendre à la famille Neville. Acheté en 1925 par l'industriel John Henry Davies, c'est ensuite acquis par la municipalité locale.

## Toponymie
Le mot Bramall signifie « coin de terre où poussent des genêts » ; il vient du nom commun vieil anglais brom qui signifie genêt, et de halh, qui a plusieurs sens, dont ceux de « coin, endroit secret, vallée ». Ces derniers termes peuvent se référer à Bramall. Bien que la maison et le parc soient connus sous le nom de Bramall, leur nom a varié orthographiquement au fil du temps, passant entre autres de Bramhall à Bramal. Le Domesday Book utilise la variante Bramale, ce qui a conduit Charles Nevill à préférer l'orthographe Bramall, une convention maintenue par Hazel Grove, le Bramhall Urban District Council puis le Stockport Council. Des confusions persistent cependant sur le terme ; elles sont notamment dues au fait que le village où se trouve le manoir s'appelle Bramhall.

## Histoire

### Origines
Le manoir de Bramall date de la période anglo-saxonne, lorsqu'il était composé de deux résidences séparées possédées par les Anglo-Saxons Brun et Hacun. Ces bâtiments furent dévastés durant la dévastation du nord de l'Angleterre, une série de campagnes menée par Guillaume le Conquérant ; après la conquête, les terres furent divisées entre ses suivants, et Bramall fut donné à Hamon de Massey aux alentours de 1070.
La première référence connue concernant Bramall se trouve dans le Domesday Book sous le terme Bramale ; à l'époque, le manoir faisait partie de l'Hamestan Hundred, dans le Cheshire. Avec Cheadle et Norbury, Bramall est l'un des trois lieux décrits dans le Domesday Book qui se trouvent aujourd'hui dans le district métropolitain de Stockport. Alors qu'il valait 32 shillings avant 1066, il ne valait plus que 5 shillings en 1086.
Dans la première partie du XIIe siècle, le manoir changea de propriétaire et passa du 2e baron de Dunham Massey à Matthew de Bramale. Selon Eveline Barbara Dean, qui a rédigé un ouvrage sur le domaine, le père de Matthew aurait fondé la famille Bromale, en se nommant d'après le nom du manoir ; il était peut-être un parent ou un membre de l'entourage des de Massey. Les Bromale possédèrent le manoir jusqu'en 1370, après quoi Alice de Bromale épousa John de Davenport et le nom de famille fut changé.

### Les premiers Davenport

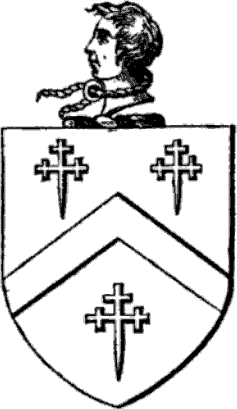
Le blason des Davenport

La famille Davenport faisait partie des principaux propriétaires dans la région du nord-ouest de l'Angleterre, dès l'époque de la conquête normande. Orm de Davenport vivait aux alentours du village actuel de Marton, dans le Cheshire. Son nom de famille vient de l'anglo-normand Dauen-port, qui signifie « le village sur le ruisseau », par référence à sa maison située sur la rivière Dane. En 1160, la famille devient responsable de la Macclesfield Forest ; au début du XIIIe siècle, Vivian Davenport devient son grand-sergent. Le nœud coulant représenté sur le blason de la famille représenterait son pouvoir sur la vie et la mort à cette époque. Les Davenport acquièrent des terrains dans toute la région, notamment à Wheltrough, à Henbury, à Woodford, et enfin à Bramhall par alliance.
Les Davenport ont possédé le manoir pendant environ 500 ans ; ils l'ont probablement construit à l'acquisition du terrain. Le William Ier Davenport a été seigneur du manoir de 1478 à 1528 ; c'est également l'un des premiers administrateurs de la  Macclesfield Grammar School. Il est possible qu'il ait été impliqué dans la dernière bataille de la guerre des Deux-Roses à Bosworth, et ait joué un rôle important dans la victoire d'Henri VII, qui l'a récompensé par une pension annuelle de 20 marcs jusqu'à sa mort. Selon Dean, à cette époque, Bramall a pu être vandalisé par un homme appelé Randle Hassall, qui aurait détruit tout ou une partie des maisons et volé le bois de construction, ce qui accréditerait la théorie selon laquelle Bramall fut reconstruit, en remplacement total ou partiel des bâtiments anciens.

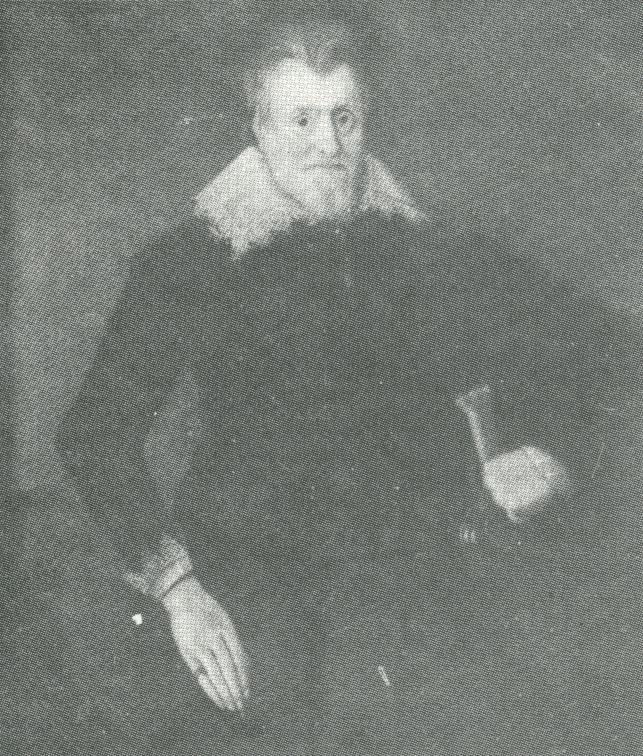
Le cinquième William Davenport en 1627, à l'âge de 65 ans.

William III Davenport, qui a succédé à son père du même nom en 1541, a participé au Rough Wooing, une série d'attaques contre l'Écosse ordonnée par Henri VIII ; il a été fait chevalier en récompense de ses efforts durant la campagne. William V Davenport a hérité du manoir en 1585 et y a vécu avec sa femme Dorothy pendant plus de 50 ans. Le premier mariage dans la chapelle du manoir a été enregistré en 1599 entre William (âgé de 15 ans), le fils aîné de William et de Dorothy, et Frances Wilbraham (âgée de 11 ans). Le 22 avril 1603, William est fait chevalier par Jacques Ier à Newark, où le roi avait fait étape lors de son voyage d'Édimbourg à Londres. Il est devenu plus tard le haut shérif du Cheshire et un commissaire du Hundred de Macclesfield. À cette époque, le bâtiment a été grandement modifié : une nouvelle chambre a été construite au-dessus du Grand Hall qui a par la suite été appelée Withdrawing Room ; une galerie a également été édifiée. Les décorations intérieures ont également été rénovées ; des peintures murales et des tableaux ont été ajoutés.
William VI a pris la succession en 1639, peu de temps avant le début de la Première guerre civile anglaise. S'il était du côté des royalistes, il ne s'est pas directement impliqué dans leur cause. Parmi ses locataires, un grand nombre sont devenus des soldats parlementaires, et les trois années suivantes[Lesquelles ?], de nombreux soldats parlementaires sont venus à Bramall pour acheter des chevaux et des armes ou pour se loger Bramall a aussi hébergé des soldats royalistes, qui ont confisqué une partie de la propriété en faveur de l'effort de guerre. Du fait de sa position ambiguë dans la guerre, William VI Davenport a été poursuivi pour délit et a été condamné à payer une amende de 750 £ (équivalant à 100 000 $ de 2011) ; les soldats ont continué à utiliser Bramall Hall en raison de sa commodité.

### Le manoir sous les Davenport duXVIIesiècleauXIXesiècle

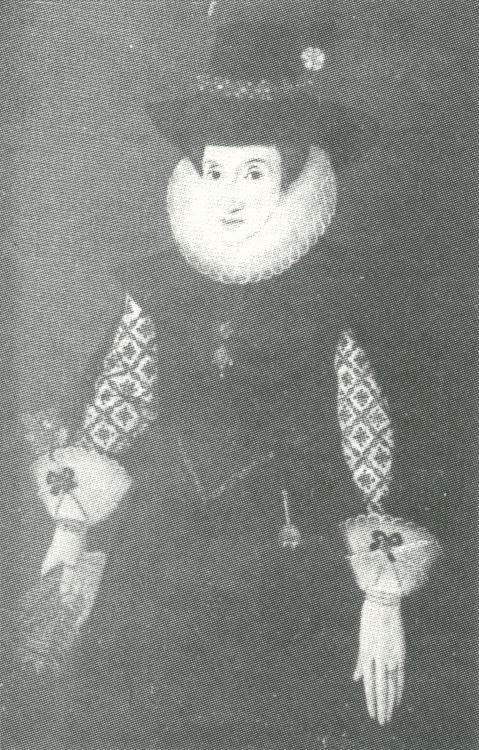
Dorothy Davenport en 1627, à l'âge de 66 ans.

William VI fut suivi par son fils Peter, à qui succéda William VII, père de William VIII Davenport. Un inventaire de la propriété réalisé peu de temps après sa mort en 1706 montre que la galerie et le corps de garde de Bramall étaient encore intacts à l'époque. Les deux fils aînés de William ont hérité chacun à leur tour de la propriété mais sont morts jeunes et sans héritiers. Le domaine revient ainsi à leur frère Warren Davenport, qui entre dans le clergé et fonde une école à l'entrée de la propriété. William X Davenport, dernier descendant, succède à son père Warren à l'âge de quatre ans[Quand ?]. Le manoir est profondément modifié durant sa vie, notamment par le démantelement du corps de garde et de la galerie, considérée comme dangereuse. William n'ayant pas de fils, la propriété revient à Salusbury Pryce Humphreys, le mari de sa fille illégitime Maria.
Humpreys, capitaine dans la marine, a épousé Maria Davenport en 1810 et a vécu à Bramall Hall longtemps avant d'hériter de la propriété de son beau-père. Il devient un personnage important et respecté de la région de Stockport, mais une fois devenu propriétaire, des disputes éclatent avec d'autres membres de la famille Davenport qui revendiquent des droits sur cet héritage. Edmund Davenport, qui dit descendre de Thomas Davenport, le troisième fils de Peter, conteste sans succès la succession devant deux cours ; il est emprisonné, n'ayant pas payé les frais de justice. Humphreys est fait chevalier en 1834 pour services rendus, et change en 1838 son nom de famille pour Davenport, afin de poursuivre la lignée. Il déménage avec Maria à Cheltenham en 1841, en raison du coût de la vie très élevé à Bramall, ou pour des raisons de santé. Il y décède quatre ans plus tard ; il est enterré à Leckhampton.
Durant la décennie suivante, le manoir est resté inhabité, Maria Davenport refusant d'y vivre. Son fils aîné, William, épouse Camilla Maria Gatt puis Diana Handley, avec qui il réside à Bramall pendant quatre ans avant qu'il n'en devienne propriétaire. Maria déménage à Londres avec son plus jeune fils, Charles, et y meurt en 1866. Jusqu'à la mort de William en 1869, le manoir est ouvert au public et la chapelle est régulièrement utilisée pour des messes. La propriété est ensuite louée à Wakefield Christy de Christys & Co Hatting, ce qui met fin à l'implication directe de la famille Davenport dans la gestion du domaine. Le fils de William, John, est en effet trop jeune pour se mêler de cette gestion ; il revient par la suite à Bramall en tant que visiteur en 1871, avant de devenir président du conseil de la Bramhall School en 1874. En 1876, il vit sur Ack Lane à Bramhall.

### Histoire ultérieure

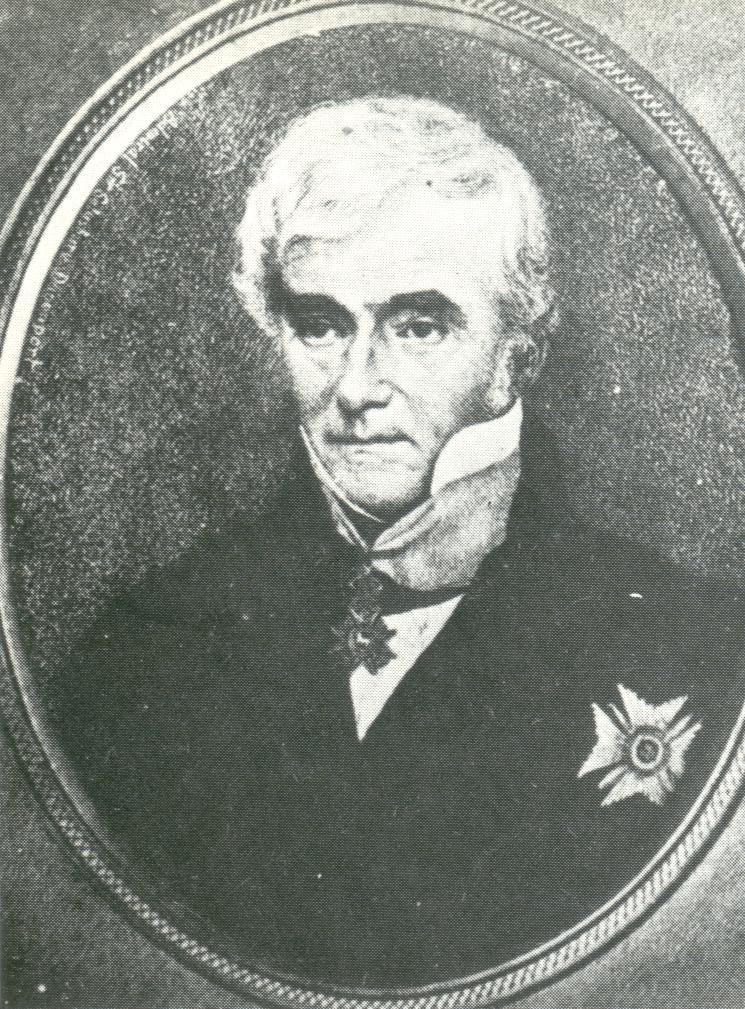
L'amiral Sir Salusbury Davenport.

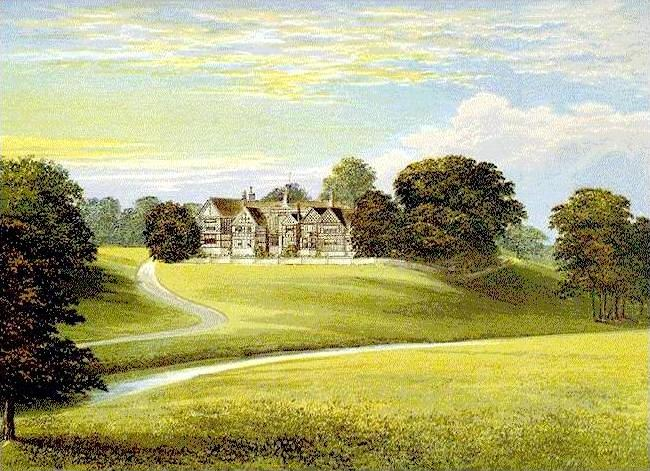
Bramall en 1880, avec le tracé original du sentier avant son déplacement en 1888.

John Davenport retourne à Bramall en 1876 à l'âge de 25 ans, mais le 24 janvier 1877, le manoir est mis en vente. Le mobilier est mis aux enchères tandis que l'édifice lui-même et le reste de la propriété, soit 7,8 km2, sont vendus le 3 août 1877 à Freeholders Company Limited, une société siégeant à Manchester, pour 200 000 £, soit 14 millions £ de 2011. Cette cession peut s'expliquer par des problèmes financiers ou bien par un manque d'intérêt pour la propriété. Le manoir reste vide jusqu'en 1882, date à laquelle il est acheté par Thomas Nevill, un industriel local qui s'est enrichi dans le domaine du calicot. Thomas le donne à son fils Charles. Charles Nevill entreprend de grands travaux de restauration et de transformation afin de rendre la résidence plus confortable, tout en préservant les façades. Il modifie également bâtiments annexes ; une nouvelle écurie et des maisons de gardien sont édifiées pour le cocher et le jardinier en chef,. Un autre bâtiment, Hall Cottage, est construit à proximité pour la famille Sidebottom.
Thomas Nevill, le neveu et fils adoptif de Charles, hérite de la propriété en 1916 mais décide de la vendre en raison de difficultés financières consécutives à la Première Guerre mondiale. En 1923, de nombreux éléments du mobilier sont mis aux enchères mais la maison ne trouve pas preneur. Durant cette décennie, des rumeurs circulent selon lesquelles Bramall pourrait être démantelé et transporté aux États-Unis ; elles ont probablement été alimentées par l'autobiographie de Kate Douglas Wiggin, qui décrit la visite de l'auteur à Bramall en 1890. En 1925, le manoir est mis aux enchères, avec la menace de le démolir et ses matériaux vendus, s'il ne trouve pas acquéreur. L'autorité locale voisine, le Stockport County Borough Council, propose d'acheter la propriété, mais Nevill rejette l'offre, la jugeant « inacceptable ». Mais la mise aux enchères ne présente pas non plus d'offres acceptables. Cependant, l'une des personnes présentes à cette vente, John Henry Davies, alors président du club de football Manchester United, effectue par la suite une offre supplémentaire atteignant les 15 000 £ (soit 634 000 £ de 2011) pour acheter le manoir, ce qui est finalement accepté. Il réside à Bramall jusqu'à sa mort en 1927 et sa veuve Amy y reste jusqu'en 1935. Cette année-là, elle le vend au Hazel Grove and Bramhall Urban District Council pour 14 360 £ (soit 739 000 £ de 2011), dans l'intention d'y faire un lieu ouvert au public.
Une fois le Conseil propriétaire, la plus grande part du bâtiment est ouverte au public à l'exception d'une petite partie aménagée en logement pour le gardien. Le logis et son terrain sont utilisés pour différentes manifestations. La succession du roi Édouard VIII par son frère George VI y est ainsi proclamée[Quand ?]. À cette époque, le manoir ne dispose plus que de quelques éléments de mobilier, le Conseil n'ayant pu en acheter davantage. L'un de ses premiers projets est la restauration de la chapelle, qui n'est plus en état depuis la fin du XIXe siècle ; elle est restaurée dans son état à l'époque des derniers Davenport ayant habité le manoir. Une fois les travaux achevés, un service religieux de consécration y est célébré le 30 octobre 1938. En 1947, une association appelée les Amis de Bramall Hall est fondée ; son objectif principal est de trouver du mobilier pour le manoir, mais elle s'occupe aussi de la promotion de Bramall et de l'entretien du logis et du terrain. Au fil des années, de nombreux éléments de mobilier ayant autrefois appartenu au manoir sont retrouvés et reviennent à Bramall, dont les portraits des anciens propriétaires. Depuis 1974, la propriété est gérée par la nouvelle institution locale, le Stockport Metropolitan Borough Council (SMBC), à la suite de la réorganisation des gouvernements locaux.

## Description du manoir

### Description extérieure

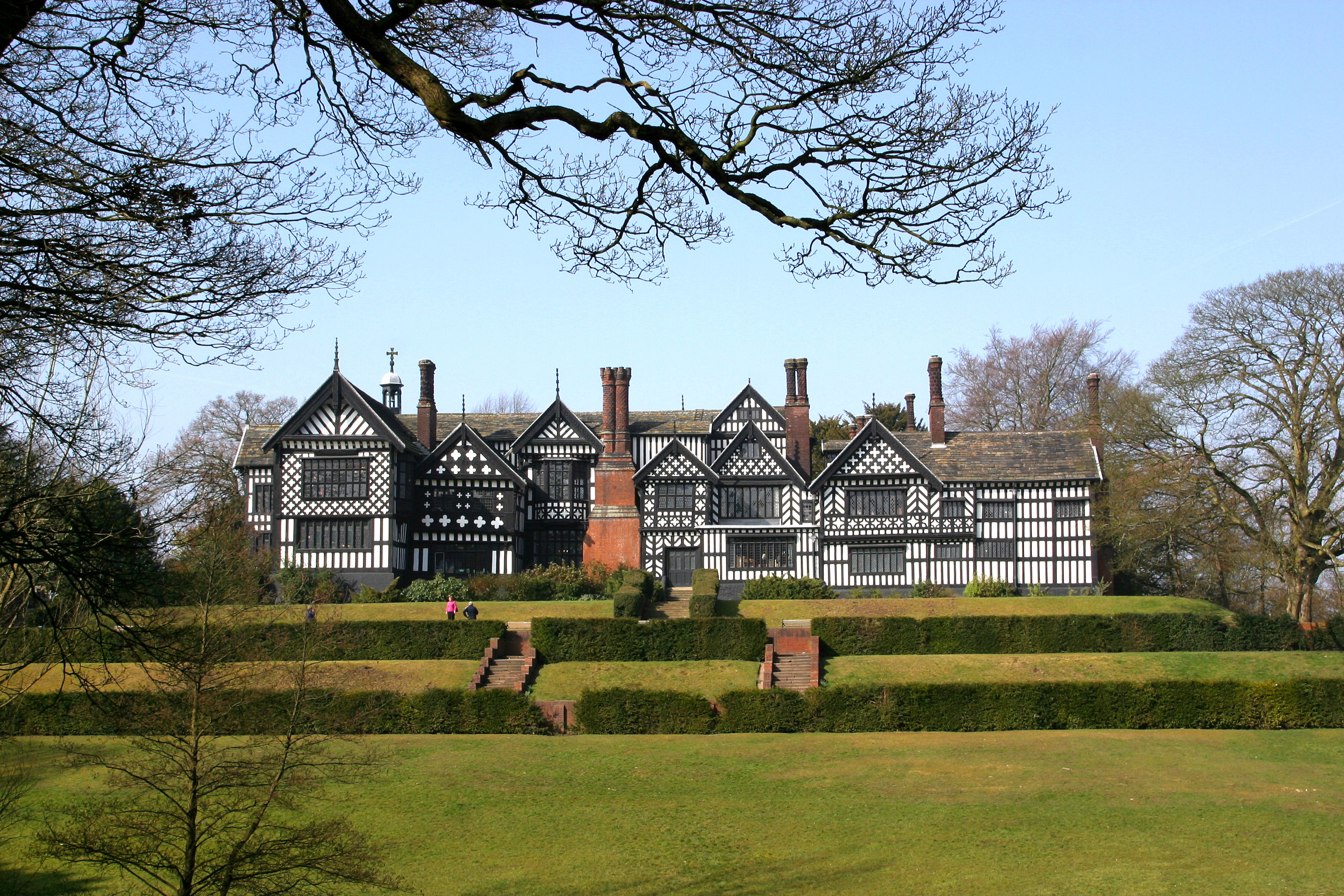
Le côté est de Bramall Hall était la façade principale à l'origine, avant que le chemin traversant le parc ne soit déplacé.

Bramall est habité depuis l'époque anglo-saxonne. Selon Alfred Burton, qui a écrit sur Bramall à la fin du XIXe siècle, la résidence ne s'est pas toujours trouvée à l'emplacement actuel et se serait trouvée à l'origine à Crow Holt Wood. Cette théorie a été rejetée par un autre historien, Frederick Moorhouse, qui a émis en 1909 l'idée que Crow Holt Wood était l'endroit où les animaux étaient amenés et triés. Aucune de ces théories n'est soutenue par une preuve conclusive. 
Aujourd'hui l'édifice est domine deux vallées situées à l'est et au sud de la propriété. C'est un monument classé de grade I. Ses plus anciennes parties datent de la fin du XIVe siècle ; les rénovations ultérieures datent du XVIe siècle et du XIXe siècle. 
À l'origine, on accédait au manoir depuis l'est : le chemin suivait la route de la Ladybrook avant de gravir la colline vers la chapelle située côté sud, et d'atteindre la cour située de l'autre côté[pas clair]. L'entrée principale donne désormais sur la cour, à l'ouest, du fait du déplacement du chemin en 1888. Depuis la cour, côté ouest, les différentes parties de la résidence peuvent être distingués : l'aile de service à gauche, le grand hall au centre et la salle de banquet à droite. Avant le XIXe siècle, la cour était fermée par un corps de bâtiments, détruit entre 1774 et 1819, parce qu'il restait inutilisé et ne correspondait plus au goût architectural de l'époque.

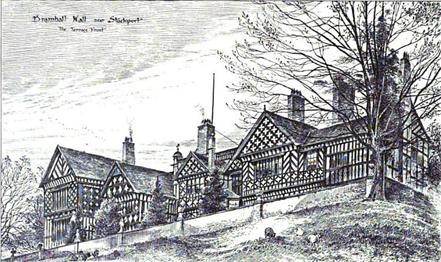
Le côté est du logis en 1883.

Le logis est construit sur des fondations en pierre, mais la structure principale est faite en bois de chêne joints par des tenons et des chevilles en bois aussi en chêne. Du torchis, des clayonnages et du plâtre ont été utilisés pour remplir le hourdi, situé entre la structure de bois. La façade à pan de bois noire et blanche date de la période des Tudor, même si certaines parties ont été restaurées par la suite. Les fenêtres sont occupées par des vitraux.

### L'intérieur du manoir

#### Le rez-de-chaussée

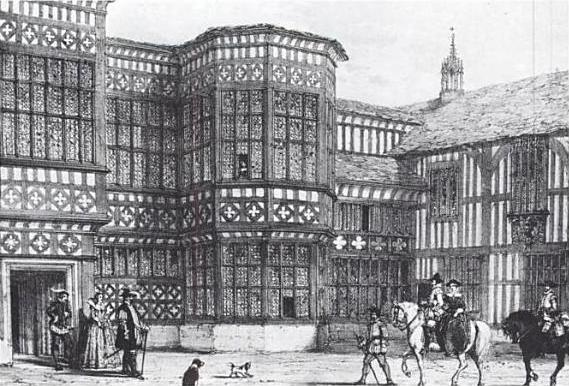
Une gravure du XIXe siècle représentant la cour au début du XVIIe siècle.

La partie centrale de Bramall Hall est occupée par le grand hall. À l'instar des aula du Moyen Âge, c'est le lieu où se réglaient les affaires de la demeure et des environs, et où avaient lieu les repas. C'était à l'origine un bâtiment d'un seul étage à toit ouvrant disposant d'un foyer en son centre. Il a été probablement construit à la fin du XIVe siècle lorsque les Davenport ont acquis le manoir. Vers la fin du XVIe siècle, le grand hall fut en grande partie reconstruit, et la Withdrawing Room fut édifiée au-dessus. Une galerie fut également ajoutée, formant ainsi un troisième étage. La destinée de cette galerie est incertaine ; elle existait toujours en 1790 mais fut détruite avant 1819 en raison de sa probable dangerosité. Une galerie similaire fut construite pour un autre manoir du Cheschire, Little Moreton Hall. Elle s'y trouve toujours mais elle est à l'origine d'une déformation des étages inférieurs en raison de son poids. Le grand hall présente un oriel. Le romancier et journaliste William Harrison Ainsworth a décrit le grand hall du manoir dans son roman de 1834, Rookwood ; il y écrit qu'un voyageur pouvait le traverser et profiter, contre un droit de passage, de rafraîchissements et de divertissements. Bramall y est présenté comme « le meilleur spécimen de son espèce [...] la meilleure que l'on puisse trouver dans le Cheshire »,. Aucune trace de l'existence d'un tel droit de passage n'a été retrouvé. Selon un autre récit, de la nourriture était donné par l'intermédiaire d'une ouverture aux pauvres qui se rassemblaient à l'extérieur.

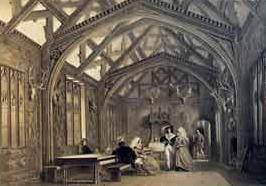
La Grande Chambre, aujourd'hui appelée salle de bal, à la fin des Tudor, telle qu'elle était imaginées dans les années 1840.

Au sud du grand hall, se trouve le Lesser Hall. Ses murs sont décorés de lambris de bois de chêne ; la charpente du plafond est décorée de croix et de roses datant de l'époque victorienne. À l'ouest du Lesser Hall, on pénètre dans la salle des banquets. Cette pièce est considérée par Dean comme la plus vieille salle du manoir ; son mur nord serait la plus vieille partie du logis, n'ayant subi aucune restauration contrairement aux autres murs de la cour. Les Nevill utilisaient cette pièce comme salle de billard. La chapelle, située à l'opposé de la salle des banquets, a été l'unique lieu de culte public à Bramhall pendant de nombreuses années. La première mention de son existence remonte à 1541, lorsqu'elle a été décrite dans le testament de William II Davenport. La chapelle s'est délabrée par suite de sa fermeture entre 1869 et 1890 ; elle a été restaurée par le Conseil nouvellement propriétaire de Bramall Hall en 1935, et des services religieux y ont dès lors repris. Sur le mur nord se trouvent des fenêtres non vitrées qui font face au mur de la bibliothèque, ce qui montre que l'aile sud a été un temps séparée du grand hall. Des scènes représentant le Décalogue sont représentées sur le mur ouest ; en dessous sont visibles les vestiges d'une peinture de la Passion du Christ datant d'avant la Réforme anglaise. Les peintures murales religieuses étant interdites durant la Réforme, on les blanchissait ou effaçait. Au XXe siècle, des campagnes de restauration ont permis de les redécouvrir. Cependant, il en subsiste très peu de trace.

#### Le premier étage

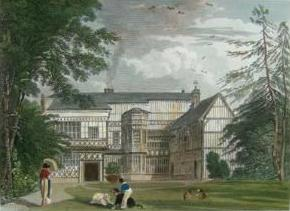
Une carte postale de mars 1819 représentant Bramall, avec sa longue galerie, qui avait probablement déjà été détruite au moment où la carte a été utilisée.

La salle de bal, aussi connue comme la salle de banquet de l'étage, présente un plafond voûté qui date probablement du XVIe siècle selon Dean. Elle contient des peintures murales du XVIe siècle, dont l'une représenterait la chanson enfantine anglaise Ride a cock horse to Banbury Cross, et une autre, un homme jouant de la mandoline. Au-dessus de la chapelle, se trouve la « chambre de la chapelle » (Chapel Room, appelée aussi chambre de la reine Anne Queen Anne Room, « chambre du prêtre » Priest's Room, ou encore « chambre de Nevill » Nevill's Room. C'était au départ un ensemble de deux chambres, comprenant une chambre d'apparat (state room et une antichambre. Cet ensemble fut transformé à la fin du XIXe siècle pour ne former qu'une seule et unique chambre de grande dimension. Une porte condamnée située près de la cheminée a été considérée comme l'entrée d'un Priest hole[pas clair], mais elle servait vraisemblablement à accéder à un escalier extérieur qui desservait le premier étage avant que l'aile ne soit restructurée à la fin du XVIe siècle ou au début du XVIIe siècle.
Au nord de la chambre de la chapelle se trouve la chambre du Paradis (Paradise Room), dont le nom provient du fait que sur les drapés du baldaquin du lit sont brodés des images d'Adam et Ève chassés du Paradis. Ce nom vient également du fait qu'à l'époque des Tudor, le terme « paradis » était utilisé pour désigner la pièce favorite, souvent une chambre à coucher. Cette chambre est également lambrissée ; une cheminée avec un placard se trouve sur la droite. De l'autre côté de la pièce, se trouve une alcôve qui a été décrite dans un journal de 1882 comme « un passage obscur dont on dit qu'il mène à quelque région inconnue », ; il est possible que ce fût un Priest hole[pas clair], adjacent à la chapelle et à la chambre de la chapelle. Une autre hypothèse y voit un garde-robe ou un cabinet de toilette. Au XIXe siècle, cette chambre est à l'origine d'histoire d'apparitions de fantômes, faisant naître des légendes à propos d'un passage secret qui mènerait de la chambre à la chapelle. Pour autant, il n'existe aucun passage de ce genre.

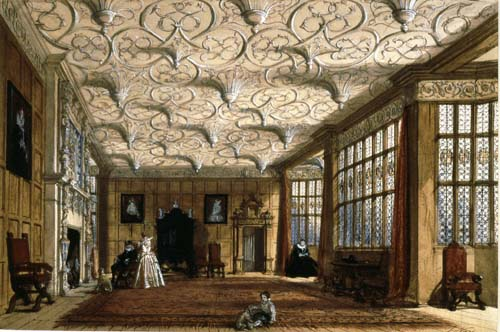
Une interprétation du XIXe siècle sur l'apparence de la Withdrawing Room au début du XVIIe siècle.

La plus grande pièce du premier étage est la Withdrawing Room, qui est située au-dessus du Grand Hall ; son plafond de plâtre est particulièrement travaillé. Les armes de la reine Élisabeth Ire apparaissent au-dessus de la cheminée, et une frise présente des blasons symbolisant les mariages des Davenport.
L'aile nord de Bramall était une aile de service qui comprenait la cuisine, l'arrière-cuisine, le cellier, la laiterie et des réserves au rez-de-chaussée, et les chambres des domestiques dans le grenier.

### Le parc

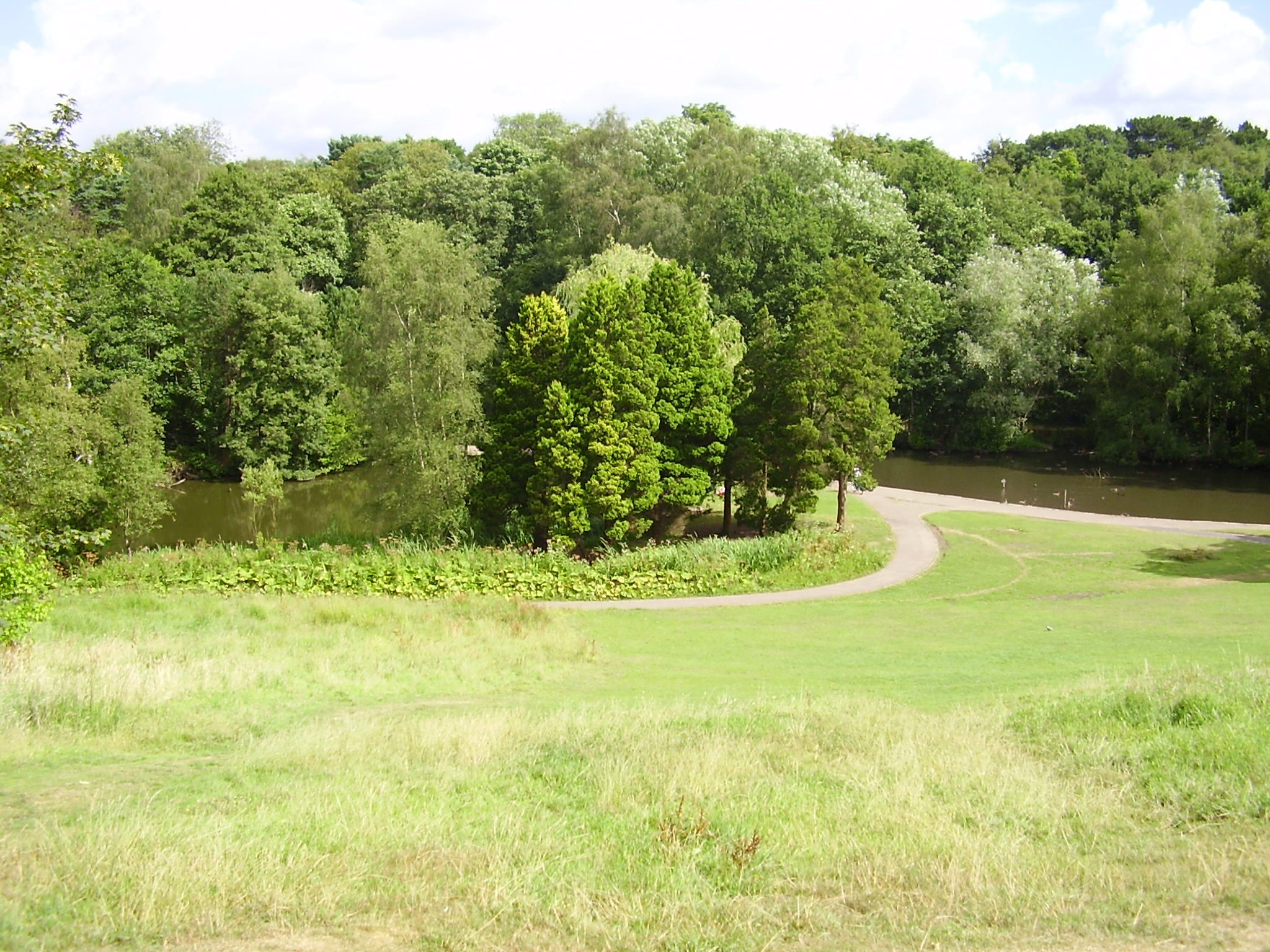
Une partie du parc et des étangs du manoir.

Le manoir est entouré par un parc de 28 ha, qui représente seulement une partie de la propriété originelle, qui a atteint à une époque environ 810 ha. Le parc était alors utilisé pour la chasse et l'élevage du bétail, des cerfs et des chevaux jusqu'au XVIIe siècle. Par la suite, il une partie est mise en culture. Deux cours d'eau traversent le parc : la Ladybrook, qui fait partie de la petite rivière Micker Brook, et un ruisseau connu sous le nom de Carr Brook. Dans les années 1880, Charles Nevill a réorganisé la propriété dans le style du célèbre paysagiste Capability Brown en détournant le cours de la Ladybrook et en créant des étangs artificiels. Ces étangs abritent des truites qui ne sont désormais plus pêchées,. Il fit planter également de nombreux arbres. En 1888, un nouveau sentier de promenade, situé plus au sud du manoir que le précédent, est tracé ; l'entrée est du manoir devient une entrée privée menant au jardin, où Nevill a aménagé des terrasses. Aujourd'hui, le parc est ouvert au public ; il comprend des bois, des pelouses, des jardins[Lesquels ?], un café, un terrain de boulingrin et des aires de jeu pour les enfants.

## Usages actuels de la propriété

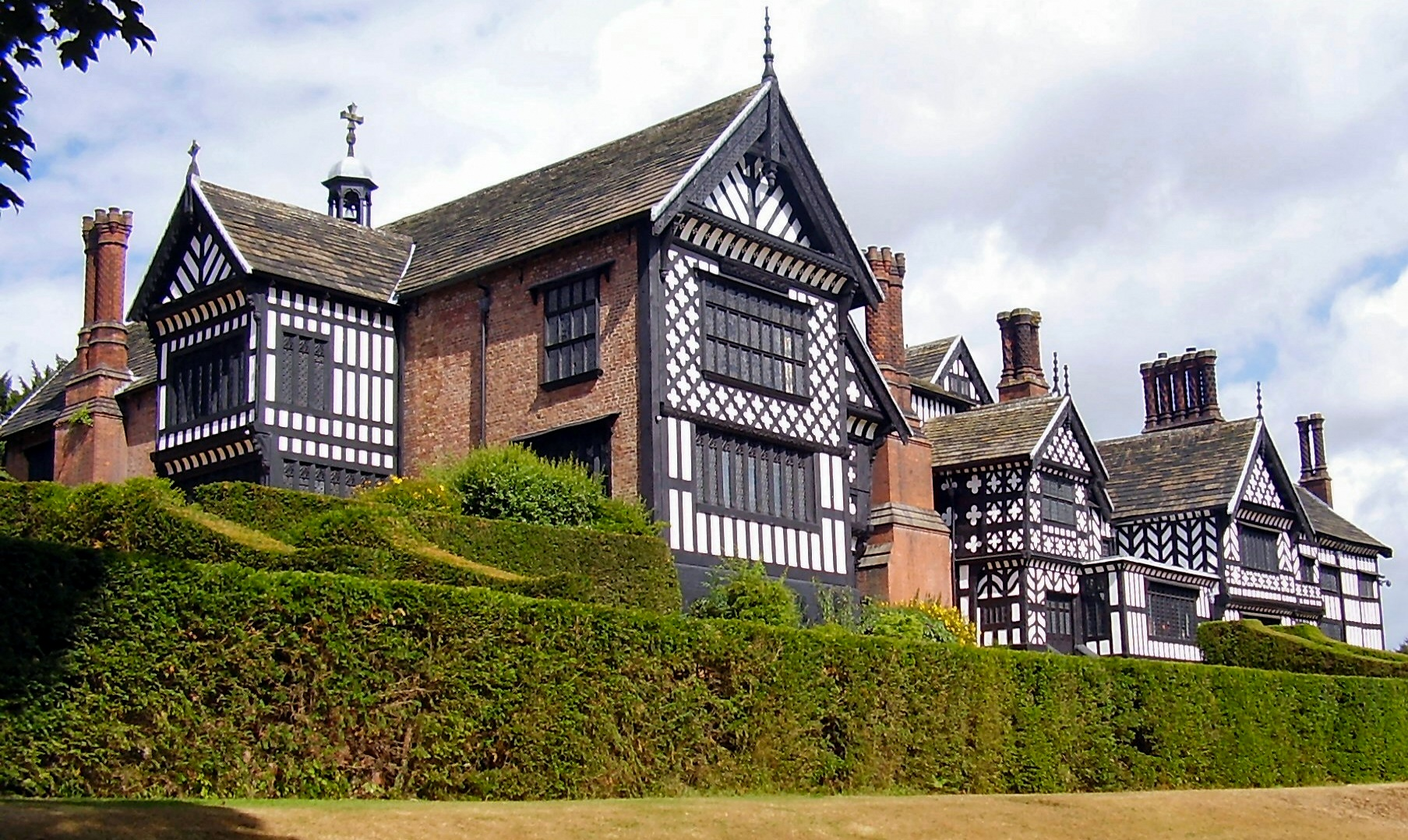
La façade est du manoir. La pièce située au centre est la chapelle.

Le manoir et son terrain sont ouverts au public et sont toujours gérés par la SMBC. Les visiteurs peuvent découvrir la propriété en visite guidée ou bien se promener en visite libre. Des évènements et des réunions de club s'y déroule tout au long de l'année et les écoles locales organisent souvent des visites du site dans le cadre de leurs cours d'histoire. Le manoir est accrédité pour l'organisation de mariages et d'unions civiles,. Il a été utilisé comme décor pour plusieurs films et épisodes de séries télévisées, dont Prank Patrol, Cash in the Attic, Coronation Street et The Last Vampyre (série inspirée du Vampire du Sussex).